# Hypselecara
Genre
Hypselecara est un genre de poissons de la famille des Cichlidae.

## Liste des espèces
Selon FishBase (1 Fev. 2016) :
- Hypselecara coryphaenoides (Heckel, 1840)
- Hypselecara temporalis (Günther, 1862)